# Pellionia tetramera
Pellionia tetramera är en nässelväxtart som beskrevs av François Gagnepain. Pellionia tetramera ingår i släktet Pellionia och familjen nässelväxter. Inga underarter finns listade i Catalogue of Life.